# Gemeiner Safranschirmling
Der Gemeine Safranschirmling oder Safran-Riesenschirmpilz (Chlorophyllum rhacodes, Syn.: Macrolepiota rhacodes) ist eine Pilzart aus der Familie der Champignonverwandten (Agaricaceae). Er gilt als Speisepilz, ist aber bisweilen schwer verträglich, zudem besteht eine sehr große makroskopische Ähnlichkeit mit giftigen Arten der Gattung, so zum Beispiel im Jungstadium mit Chlorophyllum molybdites sowie auch ausgewachsen mit dem Garten-Safranschirmling (Chlorophyllum brunneum) oder dem Gift-Safranschirmling (Chlorophyllum venenatum). Der als „Safranschirmling“ traditionell gesammelte, leicht kenntliche Speisepilz der Gattung Chlorophyllum wurde früher als Macrolepiota rhacodes bezeichnet, stellt aber eine andere Art, nämlich Chlorophyllum olivieri dar.

## Merkmale
Er hat einen etwa 8–15 cm, selten bis 20 cm, breiten Hut. Die Oberfläche ist auf weißlichem Grund mit zum Teil übereinanderliegenden, rot- bis kastanien- oder graubraunen Schuppen bedeckt. Lediglich die Hutmitte ist glatt, aber nicht sehr deutlich abgesetzt. Die Lamellen sind weißlich-cremefarben, manchmal mit bräunlicher Schneide und durch eine Ringwulst deutlich vom Stiel getrennt. Der glatte, höchstens feinfaserige, weißliche, im Alter bräunlich verfärbende, hohle Stiel wird etwa 8–15 cm lang und 1–2 cm im Durchmesser. Er trägt einen robusten, im Alter verschiebbaren und an der Unterseite bräunlichen Ring. Die Basis ist stark knollig verdickt, aber nicht abgesetzt gerandet. Bei Berührung verfärbt sich der Safranschirmling über safrangelb nach bräunlich. Das Fleisch ist im Anschnitt zunächst weiß, verfärbt sich über safranorange, blut- und braunrot nach schmutzig weinbräunlich. Geruch und Geschmack sind angenehm, selten muffig.

## Ökologie und Phänologie
Der Gemeine Safranschirmling wächst meist außerhalb von Wäldern, an Standorten wie Gärten, Parks, Friedhöfen, Kompostablagerungen, Wirtschaftswiesen und Weiden, in Wäldern meist an Wegrändern mit Stickstoffanreicherungen. Er bevorzugt nährstoffreiche Böden, der pH-Wert spielt eine geringere Rolle.
Die Fruchtkörper erscheinen vom Sommer bis zum Spätherbst.

## Artabgrenzung

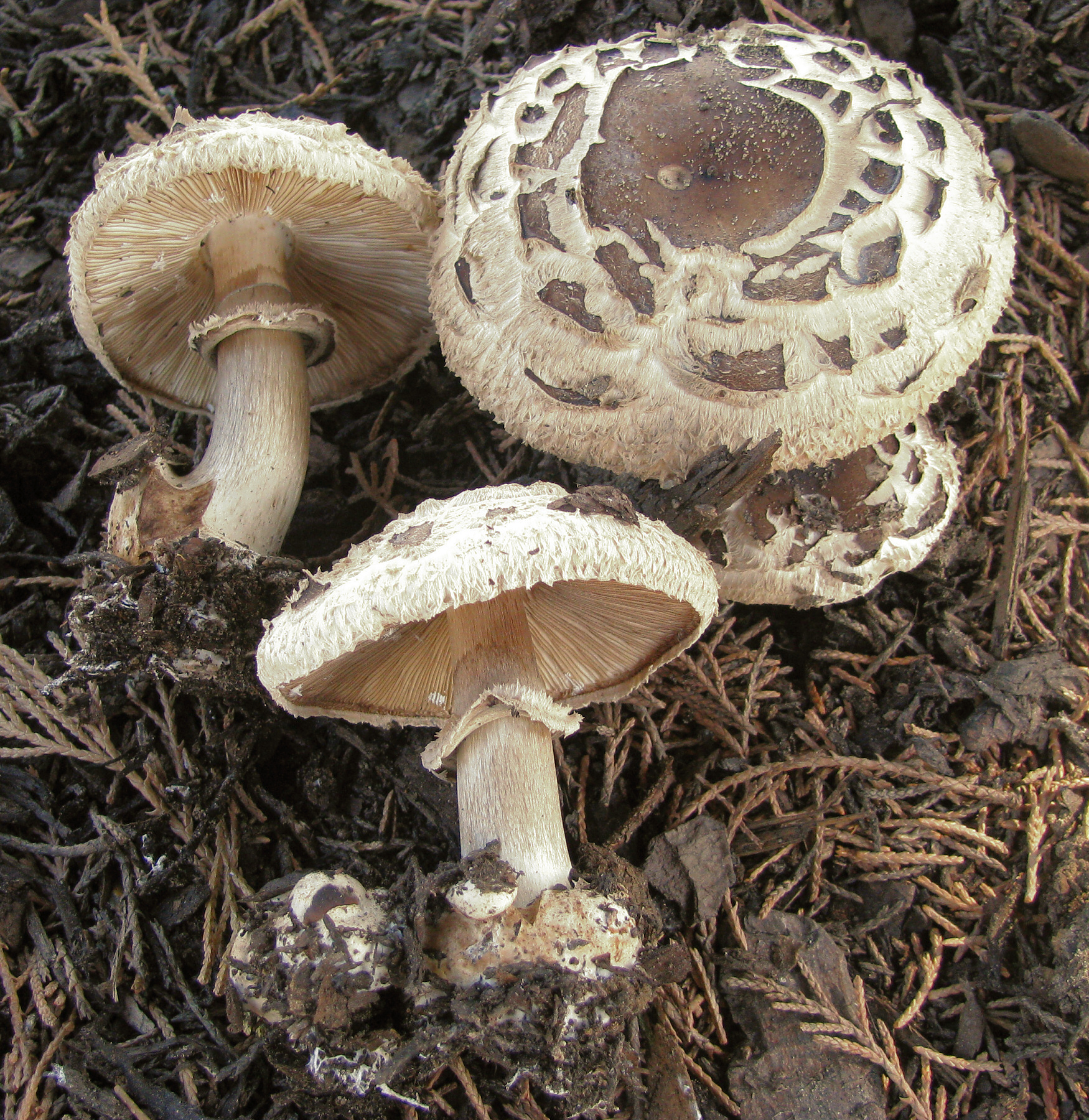
Der Garten-Safranschirmling (Chlorophyllum brunneum) hat eine abgesetzte, knollige Stielbasis.

Die Fruchtkörper des giftigen Garten-Safranschirmlings (Chlorophyllum brunneum) besitzen meist eine abgesetzte, deutlich knollige Stielbasis. Der Ring ist dünn und zeigt am Ringrand keine umlaufende Rille. Außerdem ist der Hut bis auf die Mitte mit hell rötlich- bis kastanienbraunen Schuppen bedeckt. Im Zentrum bleibt die Huthaut zusammenhängend und glatt von der übrigen Oberfläche abgesetzt. Die Art wächst ebenfalls gerne auf nährstoffreichen bis überdüngten Stellen außerhalb von Wäldern und gilt als unverträglich bis giftig.
Die Eigenständigkeit des Gift-Safranschirmling (Chlorophyllum venenatum) wird kontrovers gesehen. Oft wird er als Synonym des Garten-Safranschirmlings (Chlorophyllum brunneum) betrachtet, dem er sehr stark ähnelt. Erkennt man beide Arten als getrennt an, so ist deren makroskopische Unterscheidung sehr schwierig bis unmöglich. Es bleibt nur das mikroskopische Merkmal der schnallenlosen Hyphen und etwas anders geformter Cheilozystiden.
Chlorophyllum molybdites ist ein weltweit in den Tropen, Subtropen und mediterranen Regionen sowie in Nordamerika beheimateter Giftpilz. Er bevorzugt warme Standorte und kommt in Gärten und Parkanlagen vor. Im Unterschied zum Gemeinen Safranschirmling hat er grünes Sporenpulver, das auch die Lamellen älterer Fruchtkörper grünlich färbt.
Der Olivbraune Safranschirmling (Chlorophyllum olivieri) ist die häufigste Art der Gattung in Deutschland. Er unterscheidet sich vom Gemeinen Safranschirmling durch den geringeren farblichen Kontrast zwischen Schuppen und Hutoberfläche, sowie das Wachstum im Wald (besonders saprobiontisch in der Nadelstreu der Fichte). In der Literatur wird oft fälschlich der Olivbraune anstelle des Gemeinen Safranschirmlings abgebildet. Der Olivbraune Safranschirmling ist ein guter Speisepilz.

## Taxonomie und Systematik
Der wissenschaftliche Artname rachodes aus Vittadinis Originaldiagnose wird von einigen Mykologen als falsch geschrieben angesehen. Sie argumentieren, der Artname leite sich vom griechischen rhakodes (zerlumpt, zerrissen) zu rhakos (Lumpen, Fetzen) ab und beziehe sich auf die schuppig aufreißende Hutoberfläche. Umstritten ist, ob der Artname einen Schreibfehler enthält und korrigiert werden darf, oder ob die Schreibweise von Vittadini bindend ist. Im Jahr 2010 hat die Mykologin Else Vellinga einen Antrag auf Konservierung gestellt, um den originalen Artnamen zu schützen, was aber erfolglos blieb – der aktuelle Nomenklaturcode für Pflanzen und Pilze legt direkt fest, dass entgegen der Originalschreibweise „rachodes“ das Artepitheton „rhacodes“ zu verwenden ist (§60 Ex. 2). Der korrekte wissenschaftliche Name lautet daher Chlorophyllum rhacodes.
Zunächst folgten nicht alle Autoren der Eingruppierung der Safranschirmlinge im weiteren Sinn in die Gattung Chlorophyllum, sondern beließen sie in der Gattung Riesenschirmlinge (Macrolepiota). Molekulargenetische Stammbäume stützen aber deutlich die Eigenständigkeit der Gattung.
Gernot Friebes verwendet für die Art den deutschen Namen Keulenstieliger Garten-Safranschirmling.

## Nomenklatur
Vittadini beschrieb den Gemeinen Safranschirmling als Agaricus rachodes. Da die Etymologie des Artepithetons allgemein auf das altgriechische Wort ράκος („rhacos“ oder „rhakos“, altgriechisch für zerlumpt) bezogen wurde, setzte sich die Schreibweise rhacodes des Epithetons zunächst durch so z. B. als Macrolepiota rhacodes.
Im Jahr 2012 wurde ein Antrag auf Konservierung der Originalschreibweise „rachodes“ gegen die etymologisch erklärbare Schreibweise „rhacodes“ offiziell an das Nomenklaturkomitee für Algen und Pilze eingereicht. Da hierbei eine mögliche Erklärung für das Epitheton rachodes gefunden wurde („rachos“ als Begriff für Gebüsch), dies aber möglicherweise nur eine sekundäre, nicht korrekte Abwandlung von „rhakos“ sei kann, wurde der Antrag sehr kontrovers diskutiert.
Als Ergebnis einer Abstimmung wurde zunächst die Originalschreibweise übernommen und als korrekt gegenüber „rhacodes“ eingestuft. Da es die Originalschreibweise von Vittadini ist, war sie allerdings streng genommen nicht zu konservieren, da sie dann per se gültig ist und somit nicht konserviert werden muss.
Später, im Jahr 2017, im Vorfeld zu dem im Jahr 2018 neu aufzulegenden Nomenklaturcode, wurde die Diskussion um die anzuwendende Schreibweise aufgrund eines neuerlichen Antrags an das Nomenklaturkommitee wieder aufgegriffen. Diesmal wurde die orthographische Korrektur zu rhacodes bestätigt und somit diese Schreibweise festgelegt und die Originalschreibweise verworfen.
Damit es zukünftig zu keinen weiteren Diskussionen und Unklarheiten bezüglich der Schreibweise des Epithetons kommt, wurde der Fall im 2018 erschienen Shenzen-Code in Artikel 60 ausdrücklich als Ex. 2 erwähnt und wie folgt festgelegt: „The epithet of Agaricus rhacodes Vittad. (Descr. Fung. Mang.: 158. 1833) is to be so spelled, even though it was originally spelled ‚rachodes‘.“ – „Das Epitheton von Agaricus rhacodes Vittad. (Decsr. Fung. Mang.: 158. 1833) ist in dieser Form zu schreiben, obwohl es in der Originalbeschreibung als rachodes geschrieben wurde.“